# Association Sportive et Culturelle Tevragh-Zeïna
L'Association Sportive et Culturelle Tevragh-Zeïna è una società calcistica mauritana di Nouakchott. Milita nella Première Division, la massima serie del campionato mauritano di calcio.
Fondato nel 2005, il club gioca le partite in casa allo Stadio olimpico di Nouakchott.

## Rosa
| N. |                       | Ruolo | Calciatore         |
| -- | --------------------- | ----- | ------------------ |
| 1  | Mauritania (bandiera) | P     | Souleïmane Diallo  |
| 2  | Mauritania (bandiera) | D     | Mamadou Akra       |
| 3  | Mauritania (bandiera) | D     | Chérif El Mokhtar  |
| 4  | Mauritania (bandiera) | D     | Moussa Faye        |
| 5  | Mauritania (bandiera) | D     | Ali Cheïkh Voulany |
| 6  | Brasile (bandiera)    | C     | Lucas Burano       |
| 7  | Mauritania (bandiera) | C     | Ali Ould Mohamed   |
| 8  | Mauritania (bandiera) | C     | Ali Ameur          |
| 9  | Mauritania (bandiera) | A     | Mohamed Mouloud    |

| N. |                       | Ruolo | Calciatore               |
| -- | --------------------- | ----- | ------------------------ |
| 10 | Mauritania (bandiera) | A     | Mohamed Ould Mokhtar     |
| 11 | Mauritania (bandiera) | C     | Mohamed Ben Abd Moussa   |
| 12 | Mauritania (bandiera) | D     | Babacar Ngollo Coulibaly |
| 13 | Serbia (bandiera)     | P     | Zenbo Djokovic           |
| 14 | Mauritania (bandiera) | P     | Ibrahima Mamadou Sia     |
| 15 | Mauritania (bandiera) | D     | Lamine Balla Chérif      |
| 16 | Mauritania (bandiera) | C     | El Hadj Mokhtar          |
| 17 | Mauritania (bandiera) | A     | Mohamed Yacoub Bâ        |
| 18 | Mauritania (bandiera) | C     | Samba Abdallah Moussa    |

## Palmarès
- Campionato mauritano: 3

2012, 2015, 2016
- Coppa di Mauritania: 3

2010, 2011, 2012
- Supercoppa di Mauritania: 2

2010, 2015